# 阿門洲
在托爾金的小說中，阿門洲（Aman），是代表「神祐的領土」的意思，又稱海外仙境（Undying Lands）、蒙福之地（Blessed Land）。分為維林諾（Valinor）、阿瑞曼地區和阿維塔地區三地區。阿門洲位於阿爾達西方，面對貝烈蓋爾海，大海彼岸是中土大陸。

## 歷史
在非常古老的時期，奧瑪倫島被破壞，維拉到了阿門洲，在那裡建立了領土維林諾。為求阻止米爾寇的進攻，他們在阿門洲東岸築起了地球上最高的山脈佩羅瑞（Pelóri），為自己居住地的屏障。在諾多族離開後，設置魔法島嶼（Enchanted Isles）來防止任何人由海之彼岸到達阿門洲。
佩羅瑞山脈之外：阿瑞曼地區（Araman）東北部和阿維塔地區（Avathar）東南部。昂哥立安（Ungoliant），一隻巨大的蜘蛛在那裡出現，她起初是墜落的埃努之一，後來定居於阿門洲荒蕪的南方，隨即否定了米爾寇的主權。當米爾寇完成他的囚禁，他出逃到了阿維塔，與昂哥立安結盟，在昂哥立安的幫助下，他們破壞了維林諾的雙聖樹。
第一個也是唯一一位成功通過魔法島嶼的航海家是埃蘭迪爾，來到維林諾尋找維拉援助對抗米爾寇（魔苟斯），他的要求得到允許，維拉去再打仗，並且決定除去小島。
在這以後，巨大的海島努曼諾爾在貝烈蓋爾海中上升，遙遙相對阿門洲東岸，伊甸人（Edain）三大家族被帶來居住在那裡。從此，他們自稱登丹人（Dúnedain），或西方人。維拉和伊瑞西亞島精靈送來許多禮物。維拉為免努曼諾爾人因尋求獲取不朽（即使臨死一刻在阿門洲保持生命）而前往阿門洲，因此維拉禁止了努曼諾爾人從在努曼諾爾西邊最西部的海角航行出海。在索倫的腐化之下，努曼諾爾人違犯了維拉的禁令，在皇帝亞爾-法拉松黃金大帝（Ar-Pharazôn the Golden）的指揮下，一支極其龐大的軍隊航行到了阿門洲。維拉打敗了亞爾-法拉松的軍隊，他們被倒下的大山活埋，但維拉沒有殺害他們。維拉召唤了伊露维塔，伊露维塔将努曼诺尔帝国所在大陆沉入海底。據說軍隊如靜物畫在堆岩石之下，囚在無人得知的深洞裡，直到世界末日，魔苟斯從宇外回來，軍隊才會被釋放，協助維拉對抗魔苟斯。
由于魔法島嶼已經不能確保阿門洲不受侵擾,於是維拉決定使用更果決的方式隔絕阿門洲。彼時阿爾達是平的，伊露維塔將阿門洲挪移，把貝烈蓋爾海擲回中土大陸東邊，地球變圓了。然而精靈，他們可以沿住筆直航道將弧形世界遠遠拋在下方，不受圓形穹蒼的風干擾，乘住氣流翱翔在世界上方的雲霧中，來到了遠古時的極西之地。只有5位哈比人獲准沿這條路前往阿門洲，包括佛羅多·巴金斯、比爾博·巴金斯、山姆卫斯·詹吉。

## 关于长生不老
《中洲历史》第十卷《魔苟斯之戒》中，详细讲述了众神和精灵在西方的“蒙福之地”阿门洲，就是《魔戒：王者归来》的最后，精灵和哈比人乘船去的地方。相关内容在《精灵宝钻》、《哈比人》和《魔戒》中已经有了说明，但是没有过多描述人类（包括哈比人）去了阿门洲会获得什么。这个在《中洲历史》得到了解释。人不会因此而得到长寿，只能是相对长寿，因为阿门洲没有烦恼、没有疾病、没有意外伤害、没有威胁（索倫策动人类攻打阿门洲而导致努门诺尔沦亡除外，因为依旧没有伤及阿门洲），而促使的长寿。但人自诞生之日起的既定命运并不会因为到了阿门洲而改变，该衰老的还是会衰老，死亡还是会死亡，只是整个过程会变得祥和。
另一方面，人类的死亡是伊露维塔（上帝）赐予的福祉，能够超脱尘世苦海，如果因为到了阿门洲而被剥夺这样的福祉，是不被允许的，是侵犯了人类的权利。所以阿门洲即便是神祇的乐园，但终将不会给人类带来长寿，顶多是个乐园。